# Arothron nigropunctatus
Arothron nigropunctatus es una especie de peces de la familia Tetraodontidae en el orden de los Tetraodontiformes.

## Morfología
Los machos pueden llegar alcanzar los 33 cm de longitud total.

## Alimentación
Come coral (normalmente  Acropora ), crustáceos, moluscos,  esponjas de mar, tunicados y  algas.

## Hábitat
Es un pez de mar de clima tropical y asociado a los  arrecifes de coral que vive entre 3-25 m de profundidad.

## Distribución geográfica
Se encuentra desde el África oriental hasta la Micronesia, Samoa, el sur del Japón y Nueva Gales del Sur (Australia).